# Maher El-Beheiry
Maher El-Beheiry é um juiz egípcio e ex-presidente do Supremo Tribunal Constitucional do Egito. Ele sucedeu a Farouk Sultan como Presidente em 01 de julho de 2012. Ele presidiu o tribunal por um ano, até 01 de julho de 2013, quando foi sucedido por Adly Mansour.